# Ophiothrix lineata
Ophiothrix lineata är en ormstjärneart som beskrevs av George Richard Lyman 1860. Ophiothrix lineata ingår i släktet Ophiothrix och familjen Ophiothrichidae. Inga underarter finns listade i Catalogue of Life.